# Bartolomeo Rastrelli

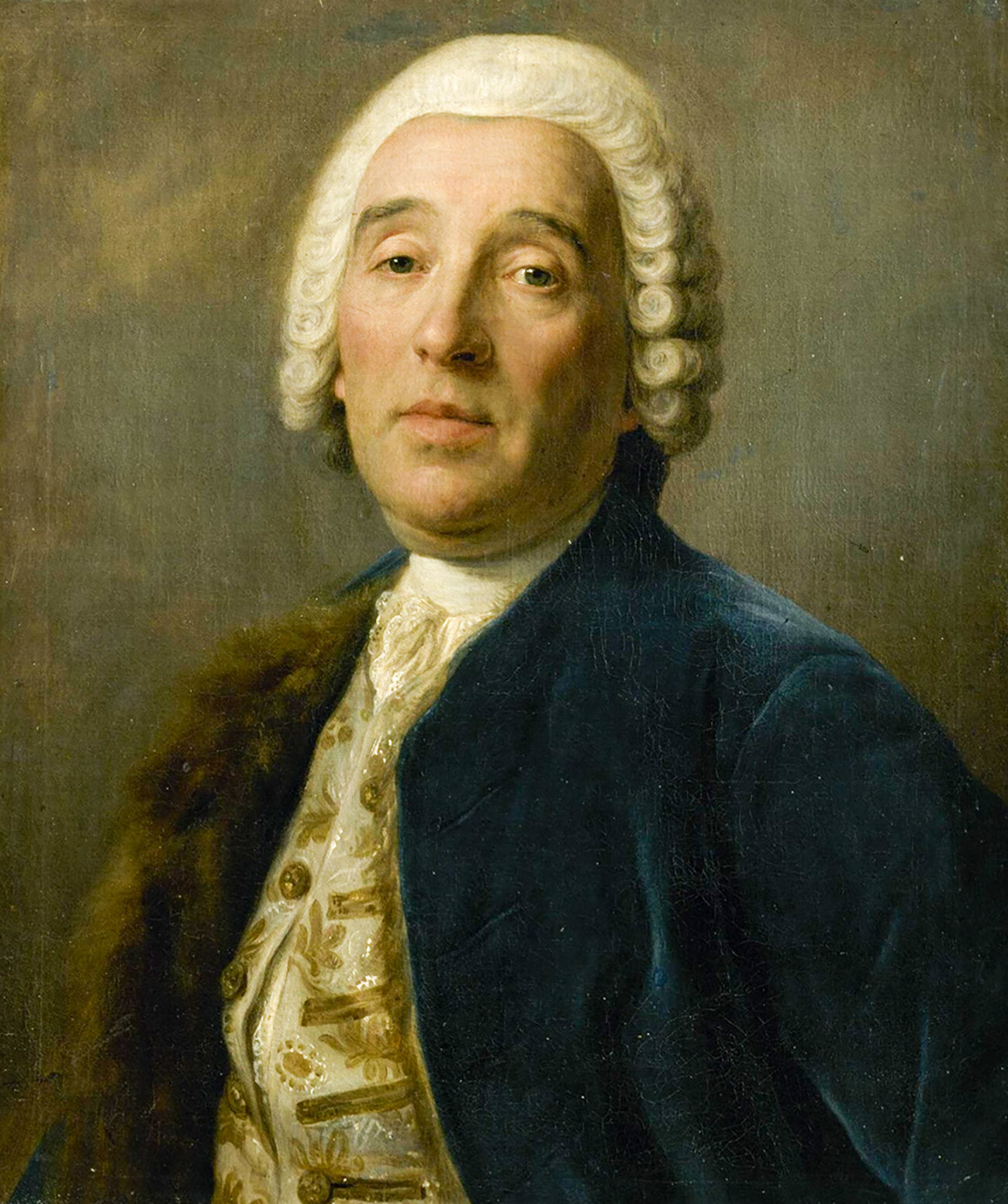
Bartolomeo Rastrelli

Francesco Bartolomeo Rastrelli, em russo: Франческо Бартоломео Растрелли (Florença, 1700 – São Petersburgo, 29 de abril de 1771) foi um arquiteto italiano a serviço do Império Russo. Ele desenvolveu um estilo facilmente reconhecível do Barroco, tão luxuoso quanto imponente. Entre seus trabalhos, estão o Palácio de Inverno e o Palácio dos Stroganov, em São Petersburgo, e o Palácio de Catarina, em Tsarskoie Selo, os três marcados pelo luxo extravagante e pela opulência de suas decorações.

## Biografia
Em 1716, Bartolomeo mudou-se para São Petersburgo, que se tornou uma nova capital russa apenas quatro anos antes, acompanhando seu pai, o escultor italiano Carlo Bartolomeo Rastrelli (1675-1744). Sua ambição era combinar a última moda arquitetônica italiana com as tradições do estilo barroco moscovita. A primeira comissão importante veio em 1721, quando ele foi convidado a construir um palácio para o príncipe Demetre Cantemir, ex-governante da Moldávia.
Ele foi nomeado para o cargo de arquiteto sênior da corte em 1730. Suas obras foram apreciadas pelas monarcas de sua época, e ele manteve esse cargo durante os reinados das Imperatrizes Anna (1730–1740) e Elizabeth (1741–1762).
O último e mais ambicioso projeto de Rastrelli foi o Convento Smolny em São Petersburgo, onde a imperatriz Elizabeth passaria o resto de sua vida. A projetada torre do sino se tornaria o edifício mais alto de São Petersburgo e de toda a Rússia. A morte de Elizabeth em 1762 impediu Rastrelli de concluir este grande projeto.
A nova imperatriz, Catarina II, considerou a arquitetura barroca um "chantilly" antiquado, e o arquiteto idoso retirou-se para a Curlândia, onde supervisionou a conclusão e decoração dos palácios ducais.
Seus últimos anos foram gastos em comércio obscuro com negociantes de arte italianos. Ele foi eleito para a Academia Imperial de Artes vários meses antes de sua morte. Uma praça em frente ao Convento Smolny leva o nome de Rastrelli desde 1923. Ele é o tema de uma composição, Rastrelli em São Petersburgo, escrita em 2000 pelo compositor italiano Lorenzo Ferrero.

## ImperatrizElizabeth da Rússia(1741-1761)
A filha de Pedro I desconfiava de todos os que serviram à corte de seus antecessores. Depois de passar por todos os arquitetos de São Petersburgo, a Imperatriz se convenceu de que Francesco Rastrelli é o melhor. Portanto, Francesco começou a servir à Imperatriz apenas em 1744.
No período de 1744-1760, ele construiu todos os seus edifícios famosos:
- Palácio de Verão (destruído, construído pelo Castelo da Engenharia)
- Palácio de inverno de madeira na Nevsky (arranha-céus urbanos destruídos)
- Palácio de inverno de pedra (ali está, o edifício principal do Museu Hermitage)
- Catedral e Mosteiro de Smolny com quatro igrejas e células
- Palácio do Chanceler Vorontsov (Palácio Vorontsov em São Petersburgo, reconstruído como uma escola militar)
- Palácio Stroganov, (agora é uma filial do Museu Estatal Russo)
- Palácio em Tsarskoe Selo (restaurado, Tsarskoe Selo (museu-reserva))
- Conclusão e decoração dos interiores do Palácio Anichkov em São Petersburgo.

## Dez edifícios existentes de Rastrelli
| #  | Imagem | Nome                        | Localização                              | Data                |
| -- | ------ | --------------------------- | ---------------------------------------- | ------------------- |
| 1  |        | Palácio Rundāle             | Pilsrundāle perto de Bauska Letônia      | 1736–1740 1764–1767 |
| 2  |        | Palácio de Jelgava          | Jelgava Letônia                          | 1738–1740 1763–1772 |
| 3  |        | Palácio Peterhof            | Peterhof perto de São Petersburgo Rússia | 1747–1755           |
| —  |        | Capelas do Palácio Peterhof | Peterhof perto de St. Petersburg Rússia  | 1747–1751           |
| 4  |        | Igreja de Santo André       | Kyiv Ucrânia                             | 1748–1767           |
| 5  |        | Convento Smolny             | São Petersburgo Rússia                   | 1748–1764           |
| 6  |        | Palácio Vorontsov           | São Petersburgo Rússia                   | 1749–1757           |
| 7  |        | Palácio de Caterina         | Tsarskoe Selo (Pushkin) Rússia           | 1752–1756           |
| —  |        | Pavilhão Hermitage          | Tsarskoe Selo (Pushkin) Rússia           | 1749                |
| 8  |        | Palácio Mariyinsky          | Kyiv Ucrânia                             | 1752 1870           |
| 9  |        | Palácio Stroganov           | São Petersburgo Rússia                   | 1753–1754           |
| 10 |        | Palácio de inverno          | São Petersburgo Rússia                   | 1754–1762           |

Boris Vipper especulou que o último projeto (e inacabado) de Rastrelli foi para a mansão Zaļenieki neoclássica perto de Mitava.

## Edifícios demolidos
| # | Imagem | Nomes                         | Notas                                                            | Localização              | Data                                      |
| - | ------ | ----------------------------- | ---------------------------------------------------------------- | ------------------------ | ----------------------------------------- |
| 1 |        | Annenhof                      | Construído em madeira, substituído por Catherine Palace (Moscou) | Lefortovo, Moscoo Rússia | 1731 deslocado 1736 incendiado 1746       |
| 2 |        | Palácio de Inverno de Anna    | Substituído pelo Palácio de Inverno                              | São Petersburgo Rússia   | 1732–1735 demolido em 1754                |
| 3 |        | Palácio de Verão              | Construído em madeira, substituído pelo Castelo de São Miguel    | São Petersburgo Rússia   | 1741–1744 demolido em 1797                |
| 4 |        | Palácio do Kremlin de inverno | Substituído por Grande Palácio do Kremlin                        | Moscou, Kremlin Rússia   | 1747-1756 reconstruída 1798 demolida 1837 |

## Glória póstuma
Rastrelli é uma figura cult do barroco russo. Suas gravuras com paisagens de Czarskoe Selo se espalharam pela Europa durante a vida de Rastrelli, e há alguns exemplos nas coleções da Ucrânia e da Alemanha.
- Um busto de Rastrelli foi instalado em Tsarskoye Selo.
- O segundo busto do famoso arquiteto foi instalado na Praça St. Manege, em São Petersburgo.
- Em 1972, foi realizado o documentário " Architect Rastrelli " (dirigido por Maria Kligman, Lennauchfilm, Rússia).
- Uma das praças de São Petersburgo chamava-se Praça Rastrelli.
- Um quarteto de violoncelistas russos, incluindo Kirill Kravtsov, Mikhail Degtyarev, Kirill Timofeev e Sergei Drabkin, é chamado de Rastrelli. O quarteto trabalha na Alemanha e toca desde o Barroco até os tempos modernos.